# ایپوی‌وتسه
ایپوی‌وتسه (به مجاری: Ipolyvece) یک شهرداری در مجارستان است که در نوگراد واقع شده‌است. ایپوی‌وتسه ۱۳٫۹ کیلومتر مربع مساحت و ۸۹۸ نفر جمعیت دارد.